# Helius (Helius) sanguinolentus
Helius (Helius) sanguinolentus is een tweevleugelige uit de familie steltmuggen (Limoniidae). De soort komt voor in het Neotropisch gebied.